# آیزایا مایلز
آیزایا مایلز (انگلیسی: Isaiah Miles؛ زادهٔ ۹ ژوئن ۱۹۹۴) بازیکن بسکتبال اهل ایالات متحده آمریکا است.